# Celebration (canción de Madonna)
«Celebration» es una canción interpretada por la cantante estadounidense Madonna, incluida en su cuarto álbum recopilatorio Celebration, de 2009. Fue compuesta por la cantante, Paul Oakenfold, Ian Green y Ciaran Gribbin, mientras que la producción corrió a cargo de los dos primeros. Madonna se contactó con Oakenfold para que le enviase algunos temas en donde pudiera contribuir en la composición. Tras elegir «Broken» y «Celebration», los cuatro trabajaron en este último tema aportando arreglos, instrumentos y la estructura armónica. La grabación tuvo lugar en los estudios Legacy de Nueva York. La compañía discográfica Warner Bros. Records publicó «Celebration» en el mundo el 30 de julio de 2009 como el primer sencillo del disco, a través de la descarga digital. No obstante, también fue puesta a la venta en varios formatos: el 3 de agosto, fue enviada a las radios, el 18 del mismo mes se publicó un EP digital del tema, con remezclas de Oakenfold, Benny Benassi y Johnny Vicious, y el 13 de noviembre estuvo disponible una colaboración con Akon, en la tienda en línea iTunes. Además, se lanzó al mercado en sencillo en CD, maxisencillo y vinilo de 12" en varios países del mundo, en los meses de septiembre y octubre de 2009. «Celebration» es una canción perteneciente al género dance, con influencias del dance pop. Varios críticos compararon el estilo y sonido de la canción a otros temas de Madonna, como «Vogue» (1990), «Deeper and Deeper» (1992), «True Blue» (1986), «Get Together» (2006) y «4 Minutes» (2008). Asimismo, señalaron que sigue en la senda electrónica de los últimos trabajos de la cantante. La letra está compuesta en forma de una invitación, donde llama al oyente a participar de una fiesta y celebrar.
En términos generales, «Celebration» obtuvo reseñas generalmente favorables de los críticos musicales. Por un lado, elogiaron el estilo dance «optimista» y «decente» de la canción, además de ser calificada como un «himno festivo», en el que Madonna suena mejor de lo que había hecho en más de una década. Sin embargo, otros la calificaron de «olvidable» y «desechable», como así también señalaron que sonaba como un descarte de los anteriores discos de la artista. No obstante, figuró en varias listas de lo mejor del 2009, como así también en las mejores canciones de Madonna. Además, recibió una nominación a mejor grabación dance en los premios Grammy de 2010, aunque no pudo conseguir el premio. Por otro lado, en el aspecto comercial, alcanzó un éxito en las listas musicales del mundo. Llegó al número uno en Bulgaria, Escocia, Eslovaquia, Finlandia, Hungría, Israel, Italia, Suecia y la Unión Europea, y ocupó los cinco primeros puestos en 10 países más. Por su parte, en los Estados Unidos, se convirtió en la 55.ª entrada de Madonna en la lista Billboard Hot 100, mientras que en la Dance/Club Play Songs, le otorgó a la cantante su cuadragésimo puesto número uno allí.
El vídeo musical que acompañó a la canción fue filmado en Milán, Italia y dirigido por Jonas Åkerlund, quien ya había colaborado con Madonna en «Ray of Light» y el documental I'm Going to Tell You a Secret. Su estreno tuvo fecha el 1 de septiembre de 2009, y se informó que la hija de Madonna, Lourdes Leon, y la entonces pareja de la cantante, el modelo y DJ Jesus Luz, tuvieron una aparición especial en el videoclip. El vídeo es simple y muestra a Madonna y sus bailarines realizando diversas coreografías en una discoteca. Los periodistas le otorgaron opiniones variadas al vídeo; un editor lo calificó como «muy pobre» y nada del otro mundo, mientras que otro sintió que no había nada que celebrar, en referencia al título de la canción. No obstante, elogiaron el vestuario que Madonna utilizó en el videoclip. Por su parte, otra edición alternativa incluye a los admiradores de la cantante y cameos de Lourdes, Oakenfold y Åkerlund. Esta versión fue publicada el 17 de septiembre en la cuenta oficial de Myspace de Madonna. Madonna presentó «Celebration» en la gira The MDNA Tour, realizada en el año 2012. La canción cerraba los espectáculos y estaba incluido en el segmento «Redención». Posteriormente, la presentación se incluyó en el álbum en directo MDNA World Tour (2013).

## Concepción

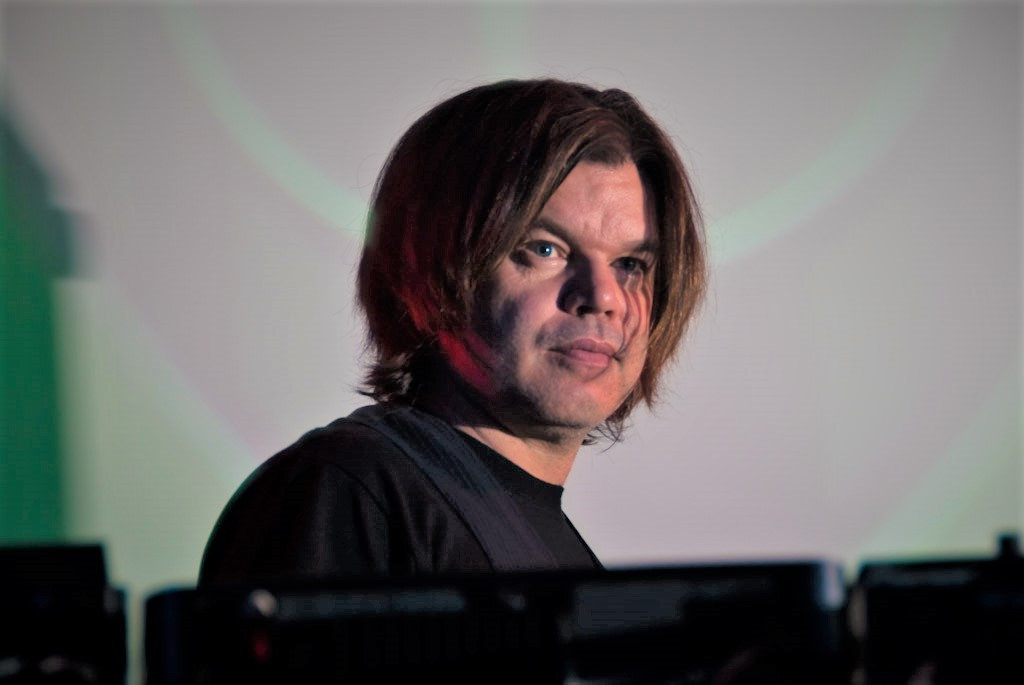
Paul Oakenfold, uno de los compositores y productores de «Celebration».

En marzo de 2009, la publicista de Madonna, Liz Rosenberg, confirmó los planes para el lanzamiento de un álbum de grandes éxitos para septiembre del mismo año. Además, agregó que la cantante había compuesto tres canciones nuevas para el disco, con la colaboración del productor y DJ británico Paul Oakenfold. Luego, en mayo de 2009, la revista Attitude informó en una entrevista que Oakenfold produjo dos de los tres temas que la cantante compuso: «Broken (I'm Sorry)» y «Celebration». Además, afirmó que la nueva música era «[una] Madonna clásica líricamente, con un sonido nuevo [y] vanguardista».
Madonna compuso y produjo «Celebration» con la ayuda de Oakenfold. Ian Green y Ciaran Gribbin ayudaron en la composición. En una entrevista con Belfast Telegraph, Gribbin comentó que Madonna se acercó a Oakenfold y le preguntó sobre lo que estaba trabajando y si estaba interesado en enviarle algún material para anotar las letras. Oakenfold, junto con Green y Gribbin, habían estado trabajando en algunos temas para el próximo álbum de estudio del DJ, por lo que le enviaron entre 15 y 20 de estos a la cantante. Finalmente, eligió «Broken» y «Celebration» y los tres se encargaron de los arreglos, trabajaron en la estructura armónica, las guitarras, los teclados y la batería y Madonna escribió la letra y la melodía. Por su parte, Gribbin dijo sobre la colaboración con Madonna: «Los últimos seis meses han sido bastante increíbles para Joe Eco [Ciaran Gribbin], pero componer esta pista para Madonna tiene que ser el punto culminante. Estoy muy orgulloso y emocionado que mi nombre esté en esta pista y confío tranquilamente que será número uno. Después de todo, es Madonna. [La colaboración en "Celebration"] me ayudaría a pagar la renta para los próximos años». Demacio «Demo» Castelleon realizó la grabación y la mezcla en los estudios Legacy de Nueva York. Anthony Crawford se encargó de la ingeniería, Ron Taylor de los Pro Tools y Chris Gehringer de la masterización, en los estudios Sterling Sound. Además de ser uno de los compositores, Ian Green también aportó coros en el tema, y Paul Oakenfold, Benny Benassi, Johnny Vicious y Akon crearon las remezclas de «Celebration».

## Lanzamiento
La compañía discográfica Warner Bros. Records publicó «Celebration» mundialmente como el primer sencillo del álbum homónimo, el 30 de julio de 2009, a través de la descarga digital; no obstante, en los Países Bajos, estuvo disponible desde el 4 de agosto del mismo año. El 3 de agosto, fue enviada a las radios y el 18 del mismo mes, un EP digital se puso a la venta en iTunes, con remezclas de Benny Benassi, Oakenfold y Johnny Vicious. El 13 de noviembre, una remezcla adicional, con la participación del cantante Akon, fue lanzada en iTunes como descarga. «Celebration» también ha sido publicado en varios formatos en diferentes países del mundo: se lanzó al mercado en sencillo en CD en septiembre de 2009, en naciones como Alemania, Francia, el Reino Unido y Tailandia, mientras que en los Estados Unidos, el 6 de octubre. Por último, se publicó en vinilo de 12" en los Estados Unidos y la Unión Europea, mientras que en este último también estuvo disponible en maxisencillo en CD. Por otra parte, las remezclas de «Celebration» fueron enviadas a las discotecas el 24 de julio de 2009, mientras que un estreno mundial de la versión Dub Mix de Oakenfold, incluida en el sencillo en vinilo de 12" publicado en la Unión Europea, fue tocada en el programa radial de Pete Tong, BBC Radio 1, ese mismo día.

## Composición
«Celebration» es una canción perteneciente a los géneros dance y dance pop. Según MTV, es un tema «elegante y escurridizo», con ritmos de house e influencias de los sencillos de los años '90 de Madonna, «Vogue» y «Deeper and Deeper». De modo similar, Chris Williams de Billboard señaló que Oakenfold «proporciona un ritmo creciente que podría fácilmente haber salido de la época Confessions on a Dance Floor ("Hung Up", "Sorry"), pero puede ser seguido incluso más atrás, a su éxito "Deeper and Deeper" de 1992». En cuanto a la melodía, Williams la comparó a «4 Minutes» (2008) «en su urgencia». Por su parte, el sitio web Jenesaispop notó que se parecía a «Get Together» y «True Blue». Según Todd Martens de Los Angeles Times, el tema suena como un reinicio efectivo a los éxitos de Madonna de finales de los '80. Asimismo, sostuvo que se centra en el groove synth pop altamente enérgico. Por su parte, James Montgomery de MTV indicó que sigue el patrón rítmico four-on-the-floor, con un ritmo de bajo tambaleante y un estribillo electro expansivo. También señaló que suena como un camión lleno de Nintendo NES explotando al unísono. George Lang, de News OK, declaró que «Celebration» era una leve modernización de sus clásicos dance pop producidos por Jellybean Benitez. Para Douglas Wolk, de Pitchfork Media, es una colaboración trance con Oakenfold de pro-forma, mientras que para el sitio Sound-Savvy, «es una red techno/house». Mientras que Juan Carlos Cabrera de Terra Networks Perú indicó que la pista va por la misma senda electrónica de sus últimos trabajos, un editor de la versión chilena de ese sitio sostuvo que sigue en la onda de Hard Candy «con los beats aceradísimos». Por último, Chris A. Sosa, de Yahoo!, señaló que es una modernización del siglo XXI de «Into the Groove» (1985), invitando fácilmente a los oyentes a una melodía dance insistente aunque relativamente suave. Además, notó que uno puede ver la mano evidente de Oakenfold en los grooves amplios y la cualidad tonal electrónica «excitante».
De acuerdo con la partitura publicada en Musicnotes por Alfred Publishing Co., Inc., «Celebration» se establece en el compás de tiempo común, en un tempo de «ritmo dance moderado» de 126 pulsaciones por minuto. Está compuesta en la tonalidad de si menor y el registro vocal de Madonna se extiende desde la nota aguda fa♯3 a la grave si4. El tema sigue la progresión armónica de sol-la-si menor en sus versos, para luego cambiar a sol-la-si menor-mi menor-la-si menor en el resto de la canción. La letra de «Celebration» llama al oyente a participar en una fiesta y celebrar; esto se refleja en la línea Come join the party, yeah / 'Cause everybody wants to party with you —«Vamos, únete a la fiesta, sí / Porque todos quieren festejar contigo»—. Además, está compuesta en forma de una invitación, en la que pide que se unan al «baile de la vida». En el puente, Madonna canta en forma hablada y su voz, que consiste «en una pequeña ventaja», declara que «no te reconocí con tu ropa puesta». Nick Levine de Digital Spy calificó la letra de tan profunda y significativa como la estera de yoga de Madonna. Por el contrario, Michael Slezak de Entertainment Weekly quedó un poco decepcionado con la letra, al decir que parece ser que Madonna retoma el tema «¡Fiesta! ¡Ponte en el piso!» por enésima vez sin siquiera un mínimo de talento lingüístico. Además, citó: «Recuerdo sus días de Bedtime Stories/Ray of Light cuando Madge se esforzaba para estimular el cerebro. Ahora, está emitiendo "una invitación al baile de la vida" [cuando] bien podría hacerlo vía Evite. [...] Supongo que me parece un poco deprimente si todos los ritmos y sintetizadores no estuviesen provocando una avalancha de endorfinas en la cabeza». Randy Aaron, de Examiner.com, la describió como «cliché», aunque señaló que Madonna lo es todo acerca de tomar clichés y dándole su propio giro a ellos. Además, mencionó que algunas líneas como Step to the beat boy that’s what it’s for son un homenaje directo a sus canciones pasadas. Por su parte, Eric Henderson de Slant Magazine comentó que la línea If it makes you feel good then I say do it/I don't know what you're waiting for —«Si te hace sentir bien entonces lo digo / No sé qué estás esperando»— era «muy superficial», como así también sostuvo que lo era musicalmente. Chris A. Sosa de Yahoo!, en su análisis al sencillo, recalcó que líricamente, «Celebration» se desvía de «Candy Shop» (2008). Sin embargo, esto no es «Human Nature» (1995), ni pretende serlo. Finalizó: «Gracias a Paul Oakenfold por evitar otro tren lírico destrozado, al estilo "Candy Shop"».

## Recepción crítica
En términos generales, «Celebration» obtuvo reseñas positivas de la crítica musical. En su reseña al álbum recopilatorio, Bill Lamb de About.com definió a la canción como «sólida, una música club clásica de Madonna», y sospechó que sonará mucho mejor después de que pasen unos años. Chris Williams, de Billboard, la calificó como un número «dance optimista que pisa fuerte». Stephanie Bruzzese, de Common Sense Media, comentó que tanto «Celebration» como «Revolver» no pueden compararse a los clásicos éxitos de la cantante, pero podrán apaciguar sin duda a los incontables amantes de Madonna que no pueden obtener lo suficiente de su música. Nick Levine de Digital Spy le otorgó cuatro estrellas de cinco y explicó que este sencillo «poco aventurero», relativamente, nunca va a tener el impacto de «Like a Prayer», «Vogue» o incluso «Music», pero es un recordatorio que la carrera de Madonna ha sido construida tanto en melodías decentes y ritmos bailables, como también en grandes gestos. Asimismo, llamó al tema un himno festivo con una influencia dance de los '90, y lo comparó a «I'm Not Alone» (2009) de Calvin Harris. Además, el mismo autor, en su reseña al disco, lo calificó como un bloque perfectamente útil para las pistas de baile. Randy Aaron de Examiner.com la describió como «espectacular», mientras que en su reseña al sencillo, dijo que aunque no es de alta calidad, sigue sonando mejor de lo que Madonna ha hecho en más de una década. También, la calificó de «asesina, [pero] no de mala manera» y recalcó que la cantante no ha sonado esta invitación en un disco desde «Vogue», y si alguien dijera que esta canción fue grabada en 1990, sería fácil de creer. Por último, declaró que suena muy retro, pero también nuevo y fresco. La línea de bajo agarra al oyente instantáneamente y no los suelta hasta el final de la canción. Joey Guerra de Houston Chronicle sostuvo que encuentra a Madonna en su mejor lugar: en la pista de baile. El sitio Jenesaispop afirmó que era bastante disfrutable y pinchable, pero que desde luego no era la revolución que supuso «Justify My Love», el inédito de The Immaculate Collection. El bloguero Perez Hilton le satisfizo el tema, lo calificó como un himno de las pistas de baile y declaró que no defraudará. Concluyó: «¡Aumenta el ritmo e inclínate! ¡Nos inclinamos a M!». Stephen M. Deusner de Pitchfork Media, en su reseña al sencillo, comentó que desde el éxito de Music casi diez años atrás, ella ha sonado mucho más convincente, antes de cantar un tema dance como «Celebration». Continuó: «Lo importante no es el canto de Madonna, sino el hecho de que es Madonna cantando. No importa si el ritmo simplemente es suficiente o si la letra es débilmente inspiradora. Esta canción está envuelta en la idea de Madonna que lo hace perfecto [y] relleno. [...] Funcionalmente hablando, "Celebration" no se despejará de la pista de baile». El sitio Sound-Savvy confirmó que las discotecas y los DJ dance lo amarán y un editor de la versión chilena de Terra la definió de «súper bailable». Chris A. Sosa, de Yahoo!, alegó que el tema toma el carácter del público de los '80 de la reina del baile. Aunque afirmó que necesariamente no aporta nada nuevo a la ecuación, esto es más probable un movimiento calculado por parte de Madonna. Concluyó: «Nada nuevo aquí, solo diversión. Una distracción de verano agradable [que] continúa con la siguiente fase de Madonna».
En una crítica menos favorable, Gavin Martin del Daily Mirror calificó a la canción con dos estrellas de cinco; comentó que «Celebration» muestra cómo la cantante ha cambiado en los años desde «Holiday», pero criticó el trabajo inútil cuando los teclados débiles y la voz encantadora intentan invocar al fantasma de un pasado glorioso. Por su parte, Sarah Crompton del Telegraph afirmó que era «inmensamente olvidable», y Douglas Wolk de Pitchfork Media señaló en su opinión al álbum que mientras los temas nuevos de The Immaculate Collection —«Justify My Love» y «Rescue Me»— le dieron a Madonna la forma de seguir adelante para la siguiente década, «Celebration» y «Revolver» sonaban como desechables. En su crítica al sencillo, Bill Lamb de About.com estuvo a favor del «irresistible groove» y los «ecos de los últimos triunfos dance pop de [su] carrera», pero estuvo en contra de la letra «sosa» y el hecho de que tenga «un sentido de piloto automático sobre la canción entera». Finalmente, declaró que «Celebration» es más probable que sea simplemente un recordatorio del poderoso talento de Madonna y se escurrirá fácilmente en su canon de clásicos dance. Fraser McAlpine, de la BBC, comentó: «No puedo ser la única persona en el mundo que está un poco decepcionado de que esta no sea una canción alegre syn-disco de los '80, en el que Madge [Madonna] salta en una gran peluca rosa, como solía [hacerlo] en los viejos tiempos, cantando "¡holidation!" con el fin de coincidir con el título "celebration", ¿verdad?». No obstante, sostuvo que sonaba como una pista dance decente y también para tocarla en gira, aunque, de todos modos, opinó que es otra canción en la que canta sobre reunir a la gente en la pista de baile, lista para perder todas las inhibiciones, de tener la noche más salvaje y libre de sus vidas... eso es lo que dicen las palabras. Finalmente, le otorgó tres estrellas de cinco. Michael Slezak de Entertainment Weekly afirmó que era un tema dance sin disculpas, en el que los fanáticos de Madge estarán descargándolo inevitablemente y escuchándolo repetidamente en sus autos, en la cinta ergométrica, incluso en sus mentes mientras están durmiendo. Hipersonica opinó que podría tratarse perfectamente de un descarte de cualquiera de sus discos anteriores que decidió incluirla en Celebration como un extra para atrapar a sus fans, mientras que Odi O'Malley de La Reputada nombró al tema «sinsorgo». James Montgomery de MTV calificó a «Celebration» como una embestida directa para las discotecas sucias y oscuras, la clase que Madonna no ha hecho desde «Deeper and Deeper» y que probablemente no ha visitado desde entonces, tampoco. Finalmente, Todd Martens de Los Angeles Times comentó que «Celebration» es un poco menos euro que los últimos días dance de Madonna, como «Hung Up» (2005), y un poco menos obsesionado con los golpeteos de Hard Candy (2008). Sin embargo, declaró que no es tan creativo como cualquiera de los trabajos al que menciona. Culminó su reseña diciendo que «definitivamente es un corte que asienta a las raíces disco de Madonna de los '80, y entraría cómodamente en una colección de éxitos junto con "Vogue" y "Ray of Light". [...] La canción es un volver al pasado eficaz, un número reconfortante [donde] ella no ha olvidado su principio».

### Reconocimientos
«Celebration» ha sido reconocida por algunos críticos como una de las mejores canciones de 2009, como así también de la cantante. Así, Bill Lamb de About.com la incluyó en el puesto número 63 de los 100 mejores temas pop del 2009, y comentó que «Madonna podría estar marcando el tiempo, pero esto es un recordatorio de que no tiene ningún paralelismo entre otros artistas dance pop». Louis Virtel, de The Blackot, la ubicó en el lugar 65 de las 100 grandes canciones de Madonna, donde sostuvo: «[...] Así que ella escupe este [tema] dance alegre como una perfecta pieza acompañante para ese otro testimonio de celebración, "Holiday"». Por su parte, Caracol Radio la posicionó en el décimo sexto puesto de las 20 mejores pistas de la cantante y Chris Lawhorn de Shape.com la incluyó, junto con otros temas de la artista, en el listado de las 10 canciones de Madonna para la gimnasia. Finalmente, Popjustice creó la lista de los 100 mejores sencillos del 2009, y la canción figuró allí. En la entrega de 2010 de los premios Grammy, «Celebration» recibió una nominación en la categoría de mejor grabación dance, pero perdió ante «Poker Face», de Lady Gaga. Del mismo modo, estuvo nominado a mejor pista dance pop en los Internacional Dance Music Awards, pero el premio se lo llevó «When Love Takes Over», de David Guetta con Kelly Rowland.

## Recepción comercial

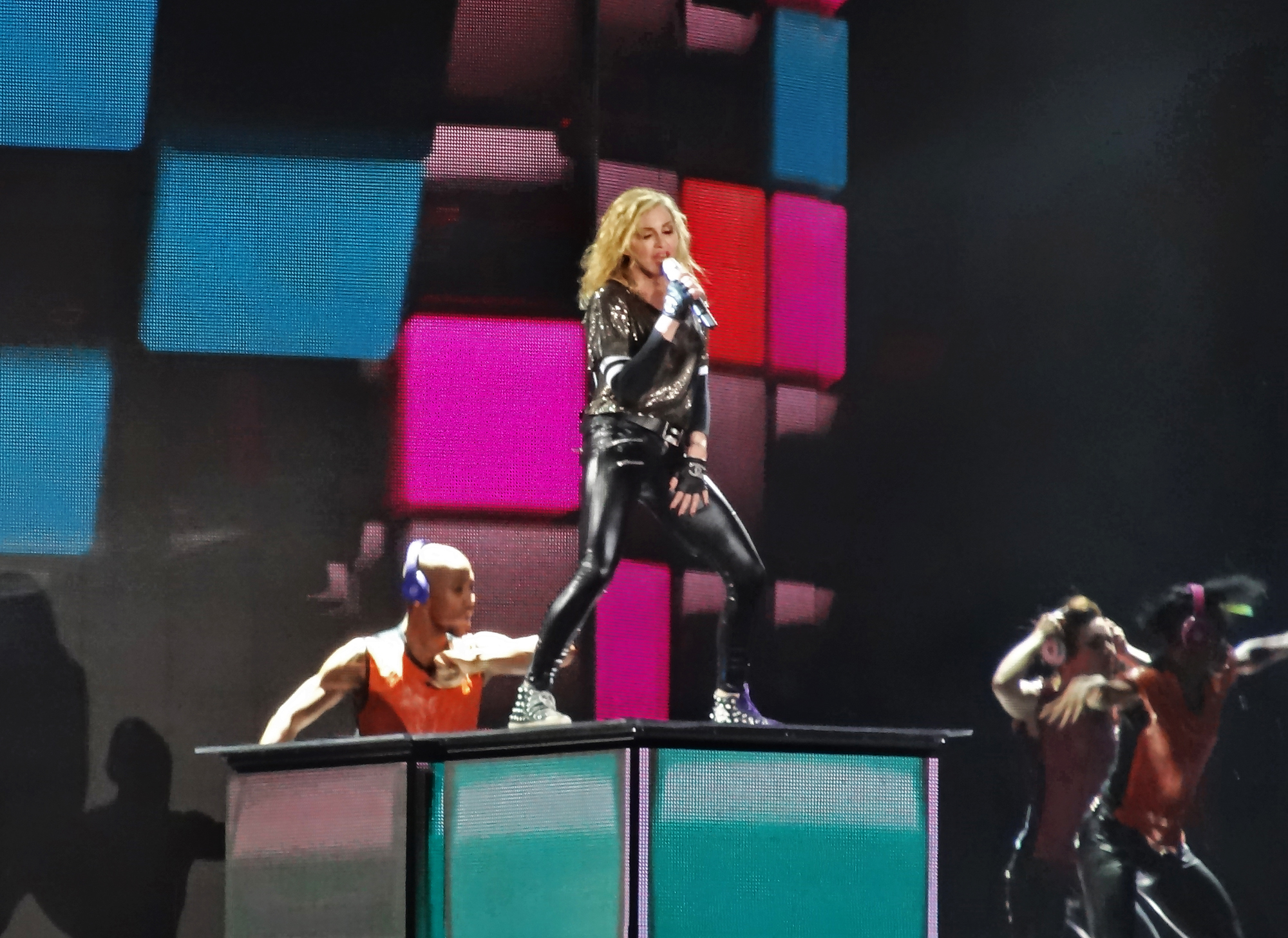
Madonna cantando «Celebration» durante una de las presentaciones de la gira The MDNA Tour en el Yankee Stadium de Nueva York.

En los Estados Unidos, «Celebration» debutó y alcanzó el puesto número 71 de la lista Billboard Hot 100, el 22 de agosto de 2009; con esto, se convirtió en la 55.ª entrada de Madonna en dicho conteo. Por su parte, entró por primera vez en los números 7 y 29 de las listas Dance/Mix Show Airplay y Dance/Club Play Songs, en la edición del 15 de agosto de 2009. En esta última, se convirtió en la 56.ª canción que entró allí, por lo que convirtió a Madonna en la artista con más temas posicionados en esa lista. Después de dos semanas, «Celebration» llegó a la posición más alta en la Dance/Mix Show Airplay, en el número 4. Por su parte, en la Dance/Club Songs, alcanzó la cima de la lista el 26 de septiembre; esto convirtió a Madonna en la cantante con más números uno en esa lista, con un total de 40. La cifra continúa siendo muy superior al siguiente artista, Janet Jackson, quien posee hasta la fecha 19 números uno. Actualmente, Madonna cuenta con 43 sencillos en el primer puesto de dicha lista, gracias a las canciones «Give Me All Your Luvin'», «Girl Gone Wild» y «Turn Up the Radio», pertenecientes al álbum MDNA, de 2012. Además, el posicionamiento de la canción en la Adult Top 40 —alcanzó el número 36— también convirtió a la cantante en la artista con más entradas desde su comienzo, con un total de 17. En las demás listas de Billboard, alcanzó los puestos número 1 en Hot Dance Singles Sales, 16 en Latin Pop Songs y Pop Songs, 34 en Adult Pop Songs, 35 en Hot Latin Songs y Latin Airplay y 40 en Digital Songs. Para abril de 2010, «Celebration» había vendido 192 000 copias digitales. Por otro lado, en Canadá, ocupó la quinta posición de la Canadian Hot 100 el 22 de agosto de 2009, luego de haber estado en el número 56 la semana anterior.
En el resto del mundo, «Celebration» obtuvo un éxito comercial en las listas, al alcanzar los cinco primeros puestos en la mayoría de los países. La canción llegó a la primera posición en Bulgaria, Escocia, Eslovaquia, Finlandia, la lista Rádiós Top 40 játszási lista de Hungría, Israel, Italia, Suecia y la Unión Europea. Por su parte, en Francia y los Países Bajos, ocupó la segunda posición, mientras que en el Reino Unido, «Celebration» debutó y alcanzó el puesto número tres de la UK Singles Chart, en la semana del 26 de septiembre de 2009. Permaneció en la lista siete semanas, hasta el 7 de noviembre, donde quedó en el lugar 88. En la región Valona de Bélgica, Dinamarca, la lista Dance Top 40 lista de Hungría y Suiza, el tema llegó a la cuarta posición, mientras que en Alemania, Noruega y la República Checa, a la quinta. En los demás mercados musicales, «Celebration» alcanzó los diez primeros puestos en Austria, Irlanda y Japón. Por último, en Australia y España, se posicionó en el número 40 y 17, respectivamente. «Celebration» recibió certificaciones de disco de oro en Dinamarca y Finlandia, otorgadas por la Federación Internacional de la Industria Fonográfica (IFPI), y de platino en Italia, por la Federación de la Industria Musical Italiana (FIMI).

## Vídeo musical

### Antecedentes

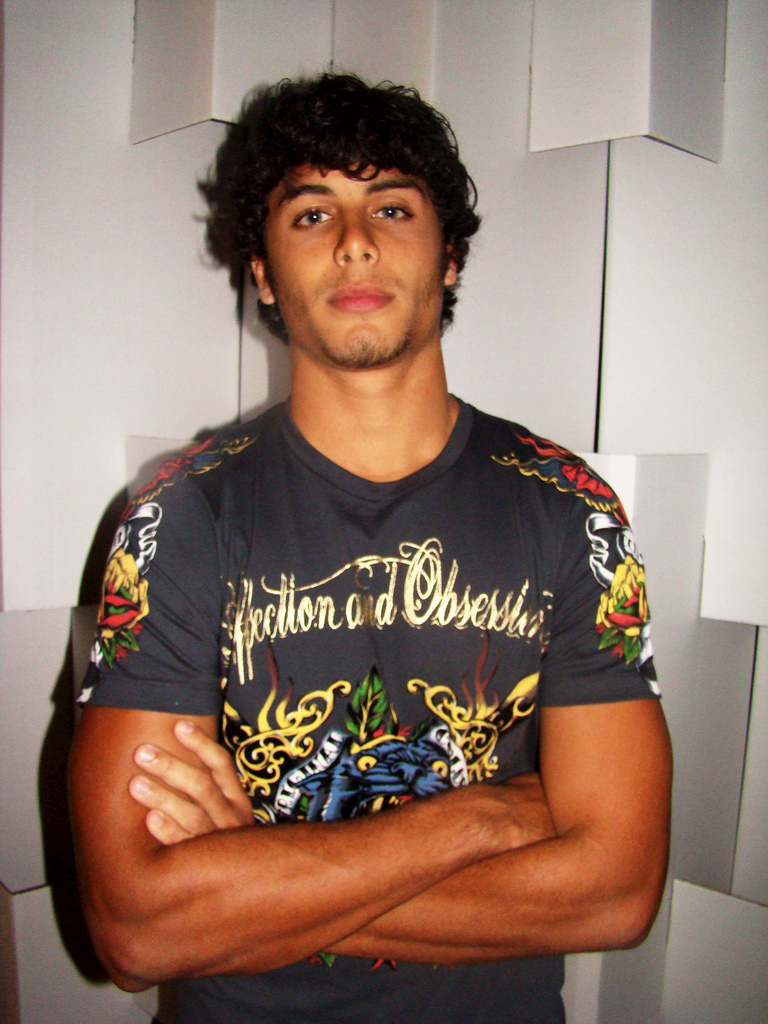
La entonces pareja de Madonna, el modelo y DJ Jesus Luz, realiza un cameo en el vídeo musical de «Celebration».

El vídeo musical de «Celebration» fue filmado en Milán, Italia, entre las fechas de la etapa 2009 de la gira de Madonna Sticky & Sweet Tour, y dirigido por Jonas Åkerlund, quien ya había trabajado con la cantante en «Ray of Light» y en el documental I'm Going to Tell You a Secret. En el sitio web oficial de la cantante, dieron la oportunidad a los admiradores de Madonna de aparecer en el videoclip bailando, cantando o siendo «ellos mismos». Se presentaron en Milán el 18 de julio a las 9 p. m. y los requisitos eran tener más de 18 años, poseer la foto de identificación al lugar de la filmación, el país de residencia y el número de impuestos disponible. El mismo evento ocurrió días después en Barcelona, España. Por otro lado, se informó que la hija de Madonna, Lourdes Leon, apareció en el vídeo. Asimismo, el modelo y DJ Jesus Luz, quien en ese momento era la pareja de Madonna, también realiza un cameo. El 27 de agosto, se publicó un avance del vídeo en la web oficial de la cantante, y el 1 de septiembre, fue estrenado mundialmente en los programas de televisión, como así también estuvo disponible en algunos servicios de iTunes. En este último, estaba disponible para su descarga gratuita por 48 horas, hasta la noche del 2 de septiembre; a partir de allí, el vídeo ya tenía un costo específico. La idea de publicarlo gratuitamente era para que los compradores notasen los detalles de la preventa del álbum Celebration.

### Sinopsis
El concepto es como indica el título, una celebración de la carrera de Madonna. El vídeo no utiliza la versión del álbum, sino la remezcla de Benny Benassi. Este inicia con Madonna diciendo: Haven't I seen you somewhere before? —«¿Nunca te había visto antes?»—. La música inicia y las escenas se cortan entre Madonna y los bailarines bailando la canción. La cantante lleva un vestido de Pierre Balmain cubierto de cristales y botas negras de Christian Louboutin que le llegan hasta la rodilla. Mientras que está presente en casi cada cuadro de la cámara, la artista no hace movimientos de baile coreografiados, sino que su baile se limita principalmente a maniobras ocasionales. Los bailarines, por otro lado, realizan movimientos como un acto individual. A medida que avanza la canción, se muestran más bailarines y finalmente llegan a una discoteca; el DJ que está allí es interpretado por el modelo Jesús Luz. Madonna lo satisface con poses sensuales y luego le quita su ropa, en un intento de reconocerlo, mientras se canta la línea I guess I don't recognize you with your clothes on —«supongo que no te reconozco con la ropa puesta»—. Ambos rozan sus labios y Madonna se aleja a la pista de baile otra vez. Lourdes hace una aparición cerca del final del vídeo, vestida en un leotardo a lunares y pantalones, mientras realiza una postura ásana en el suelo. A continuación, Madonna se muestra bailando sobre cuatro patas o tocándose su ingle. Tanto los movimientos de la cantante como los de sus bailarines están editados para aparecer rápidamente en las escenas del vídeo, algo similar a «Ray of Light». El estilo hip hop se presenta hacia el término del vídeo. La toma final retrata a Madonna deslizándose hacia abajo y cayendo sobre el suelo. En el avance del vídeo, se mostraba a Oakenfold bailando el tema, pero finalmente sus escenas no fueron incluidas en la versión final. Por otro lado, el 17 de septiembre, una edición alternativa del videoclip, titulada «Fan Version», fue lanzada en la cuenta oficial de Myspace de Madonna. Contiene material filmado en Milán y Barcelona, durante las fechas europeas de la gira Sticky & Sweet Tour, y cuenta con las apariciones de los admiradores de la cantante, de Lourdes, Paul Oakenfold y de Jonas Åkerlund.

### Recepción
Tras su estreno, el vídeo de «Celebration» obtuvo en general reseñas variadas de los críticos musicales. Daniel Kreps, de Rolling Stone, sostuvo que el Salón de la Fama del Rock demuestra que los movimientos de baile de Madonna son todavía perspicaces a la edad de 51. En su análisis al vídeo, James Montgomery de MTV reconoció que la cantante volvió a su época oscura con «Celebration», «un período que se extiende aproximadamente desde el lanzamiento de The Immaculate Collection (1990) a su aparición desastrosa en Late Night with David Letterman, en 1994. [...] Sin embargo, al repasar esa época oscura ahora, es fascinante. Madonna fue muy lejos que cualquier ícono pop antes que ella (o, de alguna manera, después [de ella]) — empujó la envoltura con regocijo y nunca miró hacia atrás por un segundo. En retrospectiva, es evidente que no estaba siendo desesperada; estaba siendo brillante. Si solo pudiésemos esperar lo mismo de las estrellas del pop de la actualidad». Por el contrario, Fraser McAlpine de la BBC no estaba seguro si algo de lo que estaban haciendo en el vídeo realmente contaba como baile. Hipersonica tampoco fue favorable en su reseña, al decir: «Tenía esperanzas en el vídeo, pero visto lo visto no hay nada que celebrar». Describió a los planos como «trepidantes», pero señaló que posee una estética muy cercana al mundo de la moda y al street art. Un editor del sitio web Poprosa lo consideró como «muy pobre y de lo más normalito» y lo único que resaltó fue el vestido de Pierre Balmain que la cantante usó, «porque el resto no es nada del otro mundo». Continuó: «Esta canción va a ser de esas que la tengamos hasta en la sopa, de eso no me cabe duda, y el vídeo, creo que lo único que cabe resaltar es que salga su boy-toy, su chico del momento Jesús Luz [...] eso unido a los movimientos imposibles de la cantante. [...] Desde luego ha sido uno de esos casos de mucho ruido y pocas nueces». Por otro lado, el autor Patrick, del sitio gay Homorazzi, lo consideró «genial» y comparó a Madonna con Kylie Minogue en algunas escenas. Notó además que, en comparación con sus anteriores vídeos, era más como «Give it 2 Me» (2008). En una reseña diferente a las anteriores, Nuria Zúñiga, del sitio web Trendencias, habló sobre el vestuario que Madonna usó para el vídeo. Sostuvo que ella escogió una estética más bien setentera y calificó al little black dress como «precioso [y con] mucho brillo». Asimismo, señaló que las botas de Christian Louboutin tenían un efecto definitivamente muy disco vintage y elogió el cabello de Madonna, al decir que «acentúa el toque british de los 60’s y 70’s». Olivia Smith del Daily News indicó: «Así que Madonna tiene su familia —su hija y su amante— en su última fiesta, en la que todavía está en el centro apasionado de su vida». También señaló que ejemplifica el hecho de que Madonna es una artista con un largo pasado musical, pero el tono del vídeo explica que está lista para dejar el pasado y seguir adelante. Por último, sostuvo que las partes más sexuales descaradamente no están entre su «Madjestad» y su novio cortesano Luz, sino que están cuando se muestra sola en la pantalla, o agarrando su entrepierna en una demostración al modo de Michael Jackson o estando en cuatro patas. Melinda Newman, de HitFix, describió el vestido de Madonna como sacado de una fiesta de Andy Warhol de los años sesenta, y se preguntó si sus brazos venosos y denostados fueron cubiertos a propósito. Además, lo denominó como un festejo visual y escaso, pero convincente no obstante. Concluyó diciendo que «a pesar de las constantes exhortaciones de Madonna de "unirse a la fiesta" en la pista dance alegre, nunca logra llegar a su propia celebración. Los anteriores bailarines se han unido, [pero] Madonna no se encuentra en ninguna parte. [...] Al final, una prisionera en su propio cuartito blanco se derrumba poco a poco como una muñeca de cuerda cuando la canción finaliza. Se acabó la fiesta».

## Presentaciones en directo

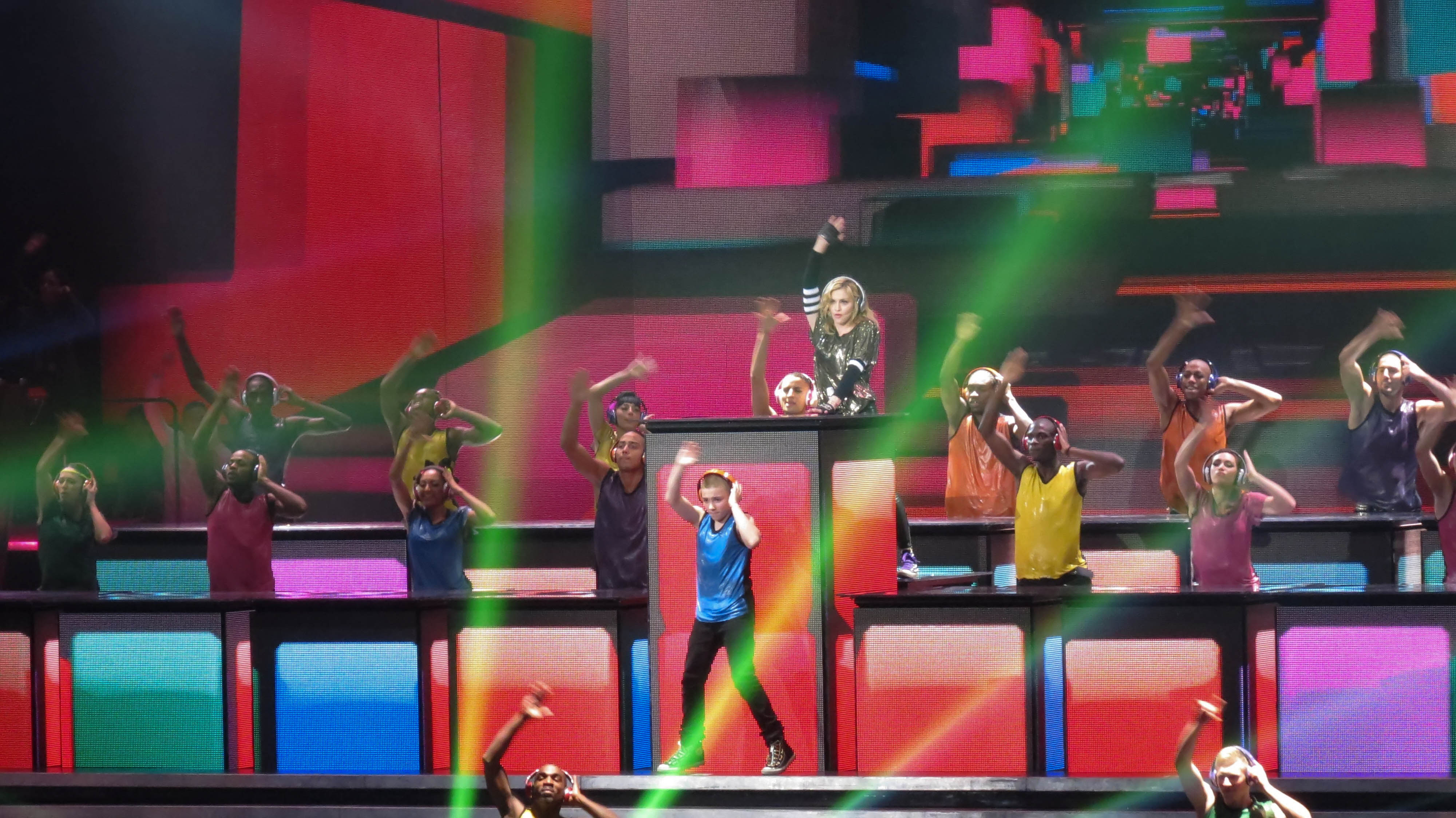
Madonna y sus bailarines simulando ser DJ durante la interpretación de «Celebration» en Seattle, Estados Unidos, el 2 de octubre de 2012, como parte de la gira The MDNA Tour.

Madonna interpretó «Celebration» en su novena gira, The MDNA Tour (2012). Estaba dentro del segmento Redemption —«Redención»— y era el último tema del repertorio. Cuando Madonna finalizó de interpretar «Like a Prayer», las luces se apagaron y los sonidos de las campanas de «Girl Gone Wild», que abrían cada concierto, volvían a sonar por unos minutos. A medida que sonaba la canción, se iban formando cubos en las pantallas mientras se iluminaba el escenario con diferentes luces de colores y láseres. Madonna y sus bailarines salían y ejecutaban distintas coreografías por todo el escenario. Hacia al final, realizaban movimientos en un estilo DJ; el hijo de Madonna, Rocco Ritchie, se los unió en la presentación. A la mitad del tema, Madonna cantaba fragmentos de «Give it 2 Me» (2008).
En general, la presentación recibió tanto opiniones favorables como negativas por parte de los críticos. Luis Hidalgo, de El País, concluyó diciendo que con «Like a Prayer» y «Celebration», «acabó un concierto muy entretenido en el que Madonna mandó». Jordan Levin de Miami.com sostuvo que la artista terminó el concierto con una fiesta dance delirante, y un periodista del diario paraguayo ABC Color nombró al segmento en el que se incluía a la canción como «la más animada». Xavi Sánchez Pons de Mondosonoro describió el momento de la presentación como «festiva» y en el que «convirtió el escenario en una discoteca apabullante con un juego de plataformas y proyecciones a lo Tron (1982) en clave disco». Joaquín Vismara, de Rolling Stone Argentina, indicó que el despliegue escénico toca su pico más alto y sofisticado en «Celebration», en una combinación de estímulos audiovisuales. Por su parte, Shirley Halperin, del Hollywood Reporter, notó que en el primer concierto de la gira, realizado el 31 de mayo de 2012 en Tel Aviv, Israel, Madonna empleó sincronía de labios en algunas interpretaciones, pero fue más evidente en «Celebration». En una reseña más negativa, Michael Hubbard, de musicOMH, le otorgó dos estrellas y media al concierto del Hyde Park en Londres, Inglaterra, y criticó la presentación de «Celebration» al decir que era una de esas pistas que apenas elegiría uno para poner fin a un show de Madonna. Además, lo calificó como «no festivo y superfluo al final». Perez Hilton señaló que «"Like a Prayer" hubiera sido un gran momento para culminar con el espectáculo (o el dos por uno de "Express Yourself"/"Give Me All Your Luvin'"), pero Madonna regresó para "Celebration", que se sentía un poco decepcionante. El público no le gustó esta canción y cayó un poco plana». Claudia Seta de Canal 26, al darle una respuesta positiva en su espectáculo de Buenos Aires, comentó sobre la interpretación: «Parece una disco. Lo es, porque la gente se mueve desenfrenadamente sabiendo que en instantes la diva dejará el escenario. [...] No puedes parar la música. Las cámaras fotográficas, filmadoras y celulares no dan abasto para registrar cada segundo y a esta altura, más de una se quedó sin batería». Finalmente, Lucas Cruzado del periódico Clarín, en su reseña al último concierto de la gira, realizado en la ciudad de Córdoba, Argentina, el 22 de diciembre, dijo: «Con "Celebration" como último regalo de una noche que fue accidentada pero fervorosa, la rubia de poco más de medio siglo saludó a la multitud y el escenario comenzó a tragársela lentamente. Después de una hora y veinte de un show con demoras y percances técnicos, en ese universo de extremidades, el sábado a la noche, la protagonista fue una sola: Madonna, la diosa del Pop». Tiempo después, la presentación figuró en el cuarto álbum en directo de Madonna, MDNA World Tour, lanzado al mercado el 10 de septiembre de 2013.

## Lista de canciones y formatos
| Descarga digital |                                   |          |  |
| N.º              | Título                            | Duración |  |
| 1.               | «Celebration» (versión del álbum) | 3:35     |  |

| Descarga digital — con Akon |                                       |          |  |
| N.º                         | Título                                | Duración |  |
| 1.                          | «Celebration» (con Akon) (Akon Remix) | 3:54     |  |

| EP digital de remezclas publicadas a través de iTunes |                                           |          |  |
| N.º                                                   | Título                                    | Duración |  |
| 1.                                                    | «Celebration» (Benny Benassi Remix Edit)  | 3:58     |  |
| 2.                                                    | «Celebration» (Benny Benassi Remix)       | 5:28     |  |
| 3.                                                    | «Celebration» (Benny Benassi Dub)         | 6:00     |  |
| 4.                                                    | «Celebration» (Oakenfold Remix Dub)       | 6:32     |  |
| 5.                                                    | «Celebration» (Oakenfold Remix)           | 6:32     |  |
| 6.                                                    | «Celebration» (Johnny Vicious Club Remix) | 7:59     |  |

| Sencillo en CD publicado en los Estados Unidos |                                           |          |  |
| N.º                                            | Título                                    | Duración |  |
| 1.                                             | «Celebration» (Oakenfold Remix)           | 6:35     |  |
| 2.                                             | «Celebration» (Benny Benassi Remix)       | 5:31     |  |
| 3.                                             | «Celebration» (Oakenfold Remix Dub)       | 6:35     |  |
| 4.                                             | «Celebration» (Benny Benassi Remix Edit)  | 4:01     |  |
| 5.                                             | «Celebration» (Benny Benassi Dub)         | 6:03     |  |
| 6.                                             | «Celebration» (Johnny Vicious Club Remix) | 8:00     |  |

| Sencillo en CD publicado en Dinamarca |                                           |          |  |
| N.º                                   | Título                                    | Duración |  |
| 1.                                    | «Celebration» (versión de la radio)       | 3:35     |  |
| 2.                                    | «Celebration» (Oakenfold Remix)           | 6:32     |  |
| 3.                                    | «Celebration» (Oakenfold Remix Dub)       | 6:32     |  |
| 4.                                    | «Celebration» (Benny Benassi Remix)       | 5:30     |  |
| 5.                                    | «Celebration» (Benny Benassi Remix Edit)  | 3:58     |  |
| 6.                                    | «Celebration» (Benny Benassi Dub Mix)     | 6:01     |  |
| 7.                                    | «Celebration» (Johnny Vicious Club Remix) | 8:00     |  |

| Sencillo en CD publicado en Francia |                                   |          |  |
| N.º                                 | Título                            | Duración |  |
| 1.                                  | «Celebration» (versión del álbum) | 3:37     |  |
| 2.                                  | «Celebration» (Oakenfold Remix)   | 6:32     |  |

| Sencillo en CD publicado en Francia — con Akon |                                       |          |  |
| N.º                                            | Título                                | Duración |  |
| 1.                                             | «Celebration» (con Akon) (Akon Remix) | 3:57     |  |
| 2.                                             | «Celebration» (versión del álbum)     | 3:37     |  |

| Sencillo en CD publicado en el Reino Unido y Tailandia |                                           |          |  |
| N.º                                                    | Título                                    | Duración |  |
| 1.                                                     | «Celebration» (versión del álbum)         | 3:35     |  |
| 2.                                                     | «Celebration» (Oakenfold Remix)           | 6:34     |  |
| 3.                                                     | «Celebration» (Benny Benassi Remix)       | 5:30     |  |
| 4.                                                     | «Celebration» (Oakenfold Remix Dub)       | 6:34     |  |
| 5.                                                     | «Celebration» (Benny Benassi Remix Edit)  | 4:01     |  |
| 6.                                                     | «Celebration» (Johnny Vicious Club Remix) | 7:59     |  |

| Sencillo en vinilo de 12" publicado en la Unión Europea |                                        |          |  |
| N.º                                                     | Título                                 | Duración |  |
| 1.                                                      | «Celebration» (versión del álbum)      | 3:35     |  |
| 2.                                                      | «Celebration» (Benny Benassi Remix)    | 5:30     |  |
| 3.                                                      | «Celebration» (Paul Oakenfold Remix)   | 6:34     |  |
| 4.                                                      | «Celebration» (Paul Oakenfold Dub Mix) | 6:34     |  |

| Sencillo en vinilo de 12" publicado en los Estados Unidos |                                           |          |  |
| N.º                                                       | Título                                    | Duración |  |
| 1.                                                        | «Celebration» (Oakenfold Remix)           | 6:35     |  |
| 2.                                                        | «Celebration» (Benny Benassi Remix)       | 5:31     |  |
| 3.                                                        | «Celebration» (Oakenfold Remix Dub)       | 6:35     |  |
| 4.                                                        | «Celebration» (Benny Benassi Remix Edit)  | 4:01     |  |
| 5.                                                        | «Celebration» (Benny Benassi Dub)         | 6:03     |  |
| 6.                                                        | «Celebration» (Johnny Vicious Club Remix) | 8:00     |  |

| Maxisencillo en CD publicado en Argentina y la Unión Europa |                                           |          |  |
| N.º                                                         | Título                                    | Duración |  |
| 1.                                                          | «Celebration» (versión del álbum)         | 3:35     |  |
| 2.                                                          | «Celebration» (Oakenfold Remix)           | 6:34     |  |
| 3.                                                          | «Celebration» (Benny Benassi Remix)       | 5:30     |  |
| 4.                                                          | «Celebration» (Oakenfold Remix Dub)       | 6:34     |  |
| 5.                                                          | «Celebration» (Benny Benassi Remix Edit)  | 4:01     |  |
| 6.                                                          | «Celebration» (Johnny Vicious Club Remix) | 7:59     |  |

| Maxisencillo en CD publicado en los Estados Unidos |                                           |          |  |
| N.º                                                | Título                                    | Duración |  |
| 1.                                                 | «Celebration» (Oakenfold Remix)           | 6:35     |  |
| 2.                                                 | «Celebration» (Benny Benassi Remix)       | 5:32     |  |
| 3.                                                 | «Celebration» (Oakenfold Remix Dub)       | 6:35     |  |
| 4.                                                 | «Celebration» (Benny Benassi Remix Edit)  | 4:01     |  |
| 5.                                                 | «Celebration» (Benny Benassi Dub)         | 6:03     |  |
| 6.                                                 | «Celebration» (Johnny Vicious Club Remix) | 7:59     |  |

| Maxisencillo en CD publicado en Alemania |                                     |          |  |
| N.º                                      | Título                              | Duración |  |
| 1.                                       | «Celebration» (versión del álbum)   | 3:35     |  |
| 2.                                       | «Celebration» (Benny Benassi Remix) | 5:30     |  |
| 3.                                       | «Celebration» (Benny Benassi Dub)   | 6:00     |  |

## Posicionamiento en listas y certificaciones
| País (Lista 2009)                        | Mejor posición |
| ---------------------------------------- | -------------- |
| Alemania                                 | 5              |
| Australia                                | 40             |
| Austria                                  | 8              |
| Bélgica Flandes                          | 4              |
| Bélgica Valonia                          | 3              |
| Bulgaria                                 | 1              |
| Canadá                                   | 5              |
| Dinamarca                                | 4              |
| Escocia                                  | 1              |
| Eslovaquia                               | 1              |
| España                                   | 17             |
| Estados Unidos (Adult Pop Songs)         | 34             |
| Estados Unidos (Billboard Hot 100)       | 71             |
| Estados Unidos (Dance/Club Play Songs)   | 1              |
| Estados Unidos (Dance/Mix Show Airplay)  | 4              |
| Estados Unidos (Digital Songs)           | 40             |
| Estados Unidos (Hot Dance Singles Sales) | 1              |
| Estados Unidos (Hot Latin Songs)         | 35             |
| Estados Unidos (Latin Airplay)           | 35             |
| Estados Unidos (Latin Pop Songs)         | 16             |
| Estados Unidos (Pop Songs)               | 16             |
| Finlandia                                | 1              |
| Francia                                  | 2              |
| Hungría (Rádiós Top 40 játszási lista)   | 1              |
| Hungría (Dance Top 40 lista)             | 4              |
| Irlanda                                  | 10             |
| Israel                                   | 1              |
| Italia                                   | 1              |
| Japón                                    | 6              |
| Noruega                                  | 5              |
| Países Bajos                             | 2              |
| República Checa                          | 5              |
| Reino Unido                              | 3              |
| Suecia                                   | 1              |
| Suiza                                    | 4              |
| Unión Europea                            | 1              |

| País (Lista 2009)                      | Posición |
| -------------------------------------- | -------- |
| Alemania                               | 48       |
| Canadá                                 | 73       |
| Estados Unidos (Dance/Club Play Songs) | 17       |
| Hungría (Rádiós Top 40 játszási lista) | 29       |
| Hungría (Dance Top 40 lista)           | 35       |
| Italia                                 | 14       |
| Japón                                  | 12       |
| Suecia                                 | 27       |
| Suiza                                  | 38       |
| Unión Europea                          | 24       |
| País (Lista 2010)                      | Posición |
| Hungría (Rádiós Top 40 játszási lista) | 58       |
| Hungría (Dance Top 40 lista)           | 40       |
| Unión Europea                          | 88       |

| País (organismo certificador) | Certificaciones |
| ----------------------------- | --------------- |
| Dinamarca (IFPI — Dinamarca)  | Oro             |
| Finlandia (IFPI — Finlandia)  | Oro             |
| Italia (FIMI)                 | Platino         |

## Historial de lanzamientos
| País           | Fecha                    | Formato            | Descripción | Ref.                                      |
| -------------- | ------------------------ | ------------------ | --- | ----------------------------------------- |
| Mundo          | 30 de julio de 2009      | Descarga digital   | Vía iTunes. Contiene la versión del álbum de «Celebration». | [ 7 ] [ 8 ] [ 9 ] [ 10 ]                  |
| Mundo          | 13 de noviembre de 2009  | Descarga digital   | Contiene la versión del álbum, junto con la remezcla y participación del cantante Akon. | [ 17 ] [ 18 ] [ 19 ]                      |
| Países Bajos   | 4 de agosto de 2009      | Descarga digital   | Contiene la versión del álbum de «Celebration». | [ 81 ]                                    |
| Mundo          | 3 de agosto de 2009      | Radio (airplay)    | Lanzado mundialmente a la radio. | [ 11 ] [ 12 ] [ 13 ] [ 14 ] [ 15 ] [ 79 ] |
| Mundo          | 18 de agosto de 2009     | EP digital         | EP digital disponible a través de iTunes. Contiene remezclas de Benny Benassi, Paul Oakenfold y Johnny Vicious. | [ 82 ] [ 83 ] [ 84 ] [ 85 ]               |
| Francia        | 14 de septiembre de 2009 | Sencillo en CD     | Contiene la versión del álbum y la remezcla de Paul Oakenfold. | [ 87 ] [ 88 ]                             |
| Reino Unido    | 14 de septiembre de 2009 | Sencillo en CD     | Sencillo en CD que contiene remezclas de Benny Benassi, Paul Oakenfold y Johnny Vicious. Cabe recalcar que los mismos temas de la versión estadounidense del sencillo en CD también están incluidas en la versión del maxisencillo, lanzado en el mismo país. | [ 89 ]                                    |
| Alemania       | 4 de septiembre de 2009  | Sencillo en CD     | Sencillo en CD que contiene remezclas de Benny Benassi, Paul Oakenfold y Johnny Vicious. Cabe recalcar que los mismos temas de la versión estadounidense del sencillo en CD también están incluidas en la versión del maxisencillo, lanzado en el mismo país. | [ 86 ] [ 174 ] [ 198 ] [ 199 ]            |
| Tailandia      | 26 de septiembre de 2009 | Sencillo en CD     | Sencillo en CD que contiene remezclas de Benny Benassi, Paul Oakenfold y Johnny Vicious. Cabe recalcar que los mismos temas de la versión estadounidense del sencillo en CD también están incluidas en la versión del maxisencillo, lanzado en el mismo país. | [ 90 ]                                    |
| Estados Unidos | 6 de octubre de 2009     | Sencillo en CD     | Sencillo en CD que contiene remezclas de Benny Benassi, Paul Oakenfold y Johnny Vicious. Cabe recalcar que los mismos temas de la versión estadounidense del sencillo en CD también están incluidas en la versión del maxisencillo, lanzado en el mismo país. | [ 91 ] [ 92 ] [ 93 ]                      |
| Francia        | 28 de diciembre de 2009  | Sencillo en CD     | Sencillo en CD de 2 canciones; contiene la participación de Akon, más la versión del álbum. | [ 175 ]                                   |
| Unión Europea  | 14 de septiembre de 2009 | Vinilo de 12"      | Contiene remezclas de Oakenfold y Benassi. | [ 95 ]                                    |
| Estados Unidos | 20 de octubre de 2009    | Vinilo de 12"      | Contiene remezclas de Oakenfold y Benassi. | [ 94 ]                                    |
| Unión Europea  | 14 de septiembre de 2009 | Maxisencillo en CD | Contiene remezclas de Oakenfold y Benassi. | [ 96 ]                                    |

## Créditos y personal
- Voz: Madonna.
- Composición: Madonna, Paul Oakenfold, Ciaran Gribbin e Ian Green.
- Producción: Madonna y Paul Oakenfold.
- Producción adicional: Ian Green.
- Coros: Ian Green.
- Remezclas: Paul Oakenfold, Benny Benassi, Johnny Vicious y Akon.
- Coordinación de remezclas: Orlando Puertas.
- Grabación: Demacio «Demo» Castelleon (Legacy Studios, Nueva York, Estados Unidos).
- Ingeniería: Anthony Crawford.
- Asistente de ingeniería: Nick Banns.
- Masterización: Chris Gehringer (Sterling Sound, Nueva York, Estados Unidos).
- Mezcla: Demacio «Demo» Castelleon.
- Pro Tools: Ron Taylor.
- Portada: Mr. Brainwash (también conocido como Thierry Guetta).
- Administración: Guy Oseary.

Fuentes: Discogs y notas del sencillo en CD de «Celebration».